# Aleh Hulak
Aleh Mikalajevič Hulak, bělorusky Алег Мікалаевіч Гулак (1. září 1967 Žiliči, Mohylevská oblast – 16. prosince 2022 Minsk) byl běloruský právník a lidskoprávní aktivista. Od roku 2008 sloužil jako předseda Běloruské Helsinské komise.

## Život
Rodiče Aleha Hulaka byli učitelé v jeho rodné obci Žiliči. Střední školu absolvoval s vyznamenáním roku 1984 a poté do roku 1989 studoval na Právnické fakultě Běloruské státní univerzity. Po ukončení studia se oženil a se svou ženou přestěhoval do jejího rodiště Pinsk, kde začal kariéru jako právník v místní firmě.
Počátkem 90. let vstoupil do Sociálně demokratické strany (Беларуская сацыял-дэмакратычная Грамада), roku 1996 založil pobočku Běloruské Helsinské komise (BHC) (vznik 1995) v Pinsku. V BHC působil postupně jako právník, výkonný ředitel, od roku 2007 místopředseda a od roku 2008 předseda organizace.
Roku 2009 byl členem poradního sboru Vladimira Makei, ředitele administrativy běloruského prezidenta.
Aleh Hulak jako právník zastupoval před soudem desítky lidí v případech porušování lidských práv. Zažil i krátké období, kdy v Bělorusku nebyli političtí vězni, protože země prožívala ekonomickou krizi a Lukašenko chtěl napravit vztahy se Západem. Jako právník cítil stud, když byl svědkem porušování práva ze strany státu, který by ho měl ochraňovat.
Roku 2016 obdržel na německém velvyslanectví v Minsku Německo-francouzskou cenu za obhajobu lidských práv a vládu práva (Deutsch-Französischer Preis für Menschenrechte und Rechtsstaatlichkeit -Prix franco-allemand des droits de l’Homme et de l’Etat de droit).
Běloruská Helsinská komise byla roku 2021 spolu s dalšími nevládními organizacemi zakázána autokratickým Lukašenkovým režimem. Hulakovi se ale podařilo ji roku 2022 zaregistrovat v Ekonomické a sociální komisi OSN, pouhé dva měsíce před svou smrtí.
Zemřel na následky srdečního selhání 16. prosince 2022 ve věku 55 let v době, kdy čekal na operaci srdce.